# Luisa Islam-Ali-Zade

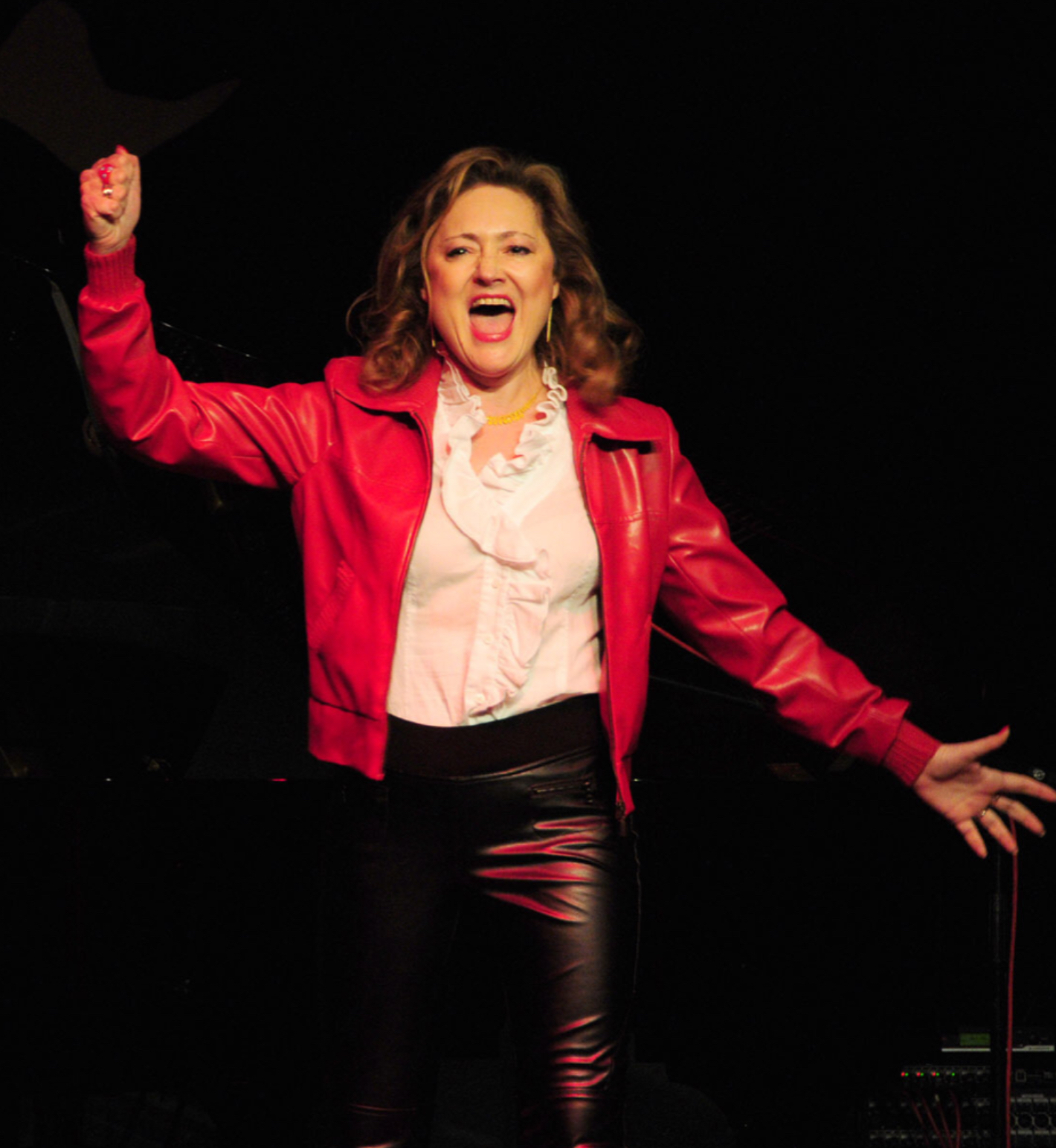
Luisa Islam-Ali-Zade beim Revolutionskonzert

Luisa Islam-Ali-Zade (* 10. Februar 1971 in Taschkent, Usbekistan) ist eine usbekische Opernsängerin in der Stimmlage Mezzosopran.

## Ausbildung und Karriere
Luisa Islam-Ali-Zade studierte Gesang an dem nach Hamza Hakimzoda Niyoziy benannten Musikcollege in Taschkent, Usbekistan, danach am Sankt Petersburger Konservatorium. Ein weiteres Studium folgte an der Musikhochschule Stuttgart.
Ihre Professoren waren unter anderem Konstantin Pluschnikow, Sylvia Geszty, Konrad Richter, Tom Krause, Giulietta Simionato, Lamara Chkonia und Fedora Barbieri. Sie begann ihre Opernkarriere am Theater Saserkalje in St. Petersburg, wo sie auch ihre schauspielerischen Fähigkeiten unter der Führung von Regisseur Alexander Petrow und Dirigent Pawel Bubelnikow entwickelte.

### Internationale Engagements
Luisa  Islam-Ali-Zade hatte Engagements an vielen europäischen Opernhäusern, u. a. an der Volksoper Wien, der Staatsoper Hamburg, der Königlichen Oper Kopenhagen und der Deutschen Oper Berlin, am Grand Théâtre de Genève, am Théâtre du Capitole Toulouse, der Opéra Royale de Wallonie, an den Opernhäusern in Göteborg, Reims, Dublin und Limoges, am Staatstheater Saarbrücken, dem Vorarlberger Landestheater, am Landestheater Salzburg, dem Staatstheater Stuttgart, der Wiener Kammeroper und dem Zazerkalie-Theater in Sankt Petersburg.
Außerdem war sie Teilnehmerin am Pyrmonter Salon, den Festivals Rossini in Wildbad, Mozart in Schönbrunn und an den Haydn-Festspielen in Eisenstadt.
1999 interpretierte sie gemeinsam mit dem Auditorium-Orchestre National de Lyon unter Yan Pascal Tortelier, die Uraufführung von Philippe Hersants (* 1948) Paysage avec ruines, das ihr später vom Komponisten gewidmet wurde.
Es folgten Rundfunk- und Fernsehaufnahmen in Deutschland, Österreich, Kanada, Belgien, Irland, Griechenland, Russland und besonders oft in Zusammenarbeit mit Ève Ruggieri in Frankreich. 2011 gab sie zur Eröffnung des neuen Operntheaters in Batumi ein Galakonzert.
Luisa Islam-Ali-Zade schrieb das Libretto und inszenierte Oper „Das Knabenherz von Pyrmont“ mit der Musik von Vladimir Genin, die auch filmisch reproduziert wurde.

## Pyrmonter Salon
2014 gründete Luisa Islam-Ali-Zade den Pyrmonter Salon, der seinen Sitz in Bad Pyrmont hat. Der Verein setzt sich für die regionale Kulturszene und die musikalische Förderung von Erwachsenen sowie Kindern ein.
Der Pyrmonter Salon organisiert regelmäßige Veranstaltungen.

## Auszeichnungen
- Theaterpreis[2]" für ihre Gestaltung der Angelina in "La Cenerentola" in St. Petersburg
- 3. Preis bei dem internationalen ARD-Wettbewerb in München
- 2. Preis beim Internationalen Hans-Gabor-Belvedere-Gesangswettbewerb in Wien
- Sonderpreise der Staatsoper Stuttgart, der Schwetzinger Festspiele des Südwestdeutschen Rundfunks SWR und von Radio Dublin
- 1. Publikumspreis und 2. Preis beim Internationalen Robert-Stolz-Gesangswettbewerb in Hamburg
- einen Laureatenpreis bei der Montreal International Musical Competition (Kanada)
- Publikumspreis und 3. Preis beim Erika-Köth-Wettbewerb in Neustadt (Deutschland)
- Preis beim Internationalen Sylvia Geszty - Koloraturgesangswettbewerb in Stuttgart (Deutschland)
- Der Prix du Public beim Concours International de Chant de Marmande., (Frankreich)
- Laureatin des 1. Internationalen Wettbewerbs Ferruccio Tagliavini in Deutschlandsberg (Österreich)
- Laureatin des Wettbewerbs Vercelli-Viotti (Italien)
- Förderpreis der Akademia Vokalis Tirolensis in Wörgl (Österreich)[3]
- Maestra del Bel canto in Neunkirchen (Österreich)

## Diskografie
| Erscheinung | Titel                                        | Mitwirkende |              |
| ----------- | -------------------------------------------- | --- | ------------ |
| 2002        | Rossini - Maometto II                        | zweite Fassung Venedig 1822, live, konzertant vom Festival Rossini in Wildbad: Brad Cohen (Dirigent), Czech Chamber Soloists Brno, Czech Philharmonic Chorus Brno. Massimiliano Barbolini (Paolo Erisso), Luisa Islam-Ali-Zade (Anna), Anna-Rita Gemmabella (Calbo), Antonio de Gobbi (Condulmiero), Denis Sedov (Maometto II), Cesare Ruta (Selimo) | CD           |
| 2006        | Philippe Hersant - Paysage avec ruines       | Ernest Martínez Izquierdo (Dirigent), Orchestre philharmonique de Radio France, Luisa Islam-Ali-Zade, Alice Ader, Quatuor Renoir, Jérôme Comte, Hélène Collerette, Roland Hayrabedian] | CD           |
| 2007        | Rossini - Le Comte Ory                       | Brad Cohen (Dirigent), Czech Chamber Soloists Brno, Czech Philharmonic Chorus Brno. Tim Rhys-Evans, Linda Gerrard, Luisa Islam-Ali-Zade, Luca Salsi, Wojtek Gierlach, [Giulio Mastrototaro, Solovij, |              |
| 2007        | Rossini - Ciro in Babilonia                  | Antonino Fogliani (Dirigent), Anna-Rita Gemmabella, Luisa Islam-Ali-Zade, Ricardo Botta, Württemberg Philharmonic Orchestra | CD           |
| 2013        | Luisa Islam-Ali-Zade - Das hässliche Entlein | Solo-Album mit Musik von Sergej Prokofiew, Modest Mussorgsky, Maurice Ravel, Francis Poulenc, Giacomo Puccini, Robert Schumann, Franz Schubert, Peter Tschaikowsky und anderen | CD           |
| 2015        | Rossini - La Gazza Ladra                     | Alberto Zedda (Dirigent), Classica Chamber Choir Brno, María José Moreno, Kenneth Tarver, Lorenzo Regazzo, Bruno Praticò, Mariana Rewerski, Giulio Mastrototaro, Luisa Islam-Ali-Zade, Virtuosi Brunensis | CD           |
| 2016        | Verdi-Requiem                                | Lior Shambadal (Dirigent), Ernst-Senff-Chor, Berliner Symphoniker, Barbara Krieger Luisa Islam-Ali-Zade, Yosep Kang, Arutjun Kotchinian | DVD          |
| 2020        | Vladimir Genin - Das Knabenherz von Pyrmont  | Mathias Mönius (Dirigent), Karl Huml, Natania Hoffmann, Alexandre Brussilovsky, Luisa Islam-Ali-Zade, Natalia Reznikova, Marc Lontzek, Kevin Spiech, Hervé Jeanne, Walter Porcelli, Paul Vincent Walsch, Astrid Jörg, Frank A. Maier, Wolf Rainer Cario,                                                                                             | DVD / Bluray |